# 丹维尔 (宾夕法尼亚州)
丹维尔（Danville）是美国宾夕法尼亚州蒙图尔县的一个自治市镇，是蒙图尔县的县城，位于萨斯奎汉纳河北部支流沿岸。2000年人口普查中的人口为4,699人。丹维尔是布卢姆斯堡 - 贝里克小都市统计区的一部分。

## 地理
丹维尔位于宾夕法尼亚州东北部，北纬40°57′42″，西经76°36′43″ (40.961607，-76.611947)。它位于萨斯奎汉纳河北支流的北岸，周围是阿巴拉契亚山脉的低矮山脊。河的南面相邻的社区是里弗赛德。该镇被11号美国国道一分为二，从80号州际公路向北有一个出口。附近也有石灰岩沉积物。